# Ann Niesink
Ann Niesink (Países Bajos, 28 de octubre de 1918-25 de julio de 2010) fue una atleta neerlandesa especializada en la prueba de lanzamiento de disco, en la que consiguió ser subcampeona europea en 1946.

## Carrera deportiva
En el Campeonato Europeo de Atletismo de 1946 ganó la medalla de plata en el lanzamiento de disco, llegando hasta los 40.46 metros, siendo superada por la soviética Nina Dumbadze (oro con 44.21 metros) y por delante de la polaca Jadwiga Wajs (bronce con 39.37 metros).